# Tvrđa
Osječka Tvrđa barokni je grad-tvrđava 18. stoljeća, nastao transformacijom zatečenog starijeg povijesnog grada koji je stajao na ključnom strateškom prijelazu preko rijeke Drave. Prvi je novi grad-tvrđava nastao u velikom strateškom sustavu baroknih utvrđenih gradova na granici prema Osmanskom Carstvu koji je od 1712. godine koncipirao i izgradio princ Eugen Savojski.

## Povijesni razvoj
Nakon oslobođenja grada od osmanske vlasti 1687. austrijske vojne vlasti pristupile su planskoj izgradnji nove tvrđave 1. kolovoza 1712., pod nadzorom zapovjednika osječke tvrđave generala Johanna Stephana baruna von Beckersa, a u projektiranje se tijekom gradnje priključio Maximilian Eugen Gosseau d'Henef.  Podignuta je po uzoru na nizinske nizozemske vojne fortifikacije.
Do 1722. tvrđava je uglavnom dovršena, ali su gradnje manjeg opsega bile nastavljene do šezdesetih godina 18. stoljeća. U 19. stoljeću bilježimo izgradnju samo manjeg broja zgrada unutar tvrđave. Zbog potreba vojske sve su građene od pečene opeke i kamena.
Osječka je Tvrđa u 18. i 19. stoljeću bila multietnički grad. U njoj su živjeli domaći ljudi i doseljenici iz Štajerske, Kranjske, Bavarske, Moravske, Italije, Francuske, Ugarske, Bugarske. Strani su doseljenici učili hrvatski jezik, ali ipak su službeni jezici bili latinski i njemački. Pojedine su trgovačke obitelji govorile novogrčki i talijanski te francuski, pa tako Tvrđa ima obilježje internacionalnog grada s više jezika.
Ulice Tvrđe nastajale su planski, a svojim su imenima pokazivale postojanje vojnih objekata (Kasarnička, Vojarnička, Provianska) i koncentraciju obrta (Staklarska, Mjernička, Obrtnička i sl.). 

### Trg Sv. Trojstva
Trg Sv. Trojstva, jedan od najstarijih osječkih trgova. Nastao je početkom 18. stoljeća s izgradnjom vojne tvrđave. Najstariji naziv trga bio je Vinski trg, zato što se vino dopremalo iz Baranje svake subote i srijede te se na trgu prodavalo vojnicima i gostioničarima. 1729. udovica generala Petraša, zapovjednika osječke tvrđave, podigla je zavjetni kip Sv. Trojstva koji je trebao čuvati grad od kuge, što dokazuju sveci koji se nalaze na njemu, posebno: Sv. Sebastijan, Sv. Rok, Sv. Rozalija i Sv. Katarina.
Od kraja 18. stoljeća trg se je nazivao Paradnim, zatim Glavnim, a 1898. dobiva naziv Trg Franje Josipa u čast pedesete obljetnice vladavine austrijskog cara i hrvatsko-ugarskog kralja. 
Između dva svjetska rata poznat je po imenima Trg Sv. Trojstva i Karađorđev trg. Nakon 2. svjetskog rata bio je Partizanski, da bi 1992. dobio današnji naziv.

#### Izgradnja trga kroz povijest
Najstarija javna građevina na Trgu Sv. Trojstva zgrada je Gradskog magistrata i komorske direkcije podignuta u baroknom stilu 1702. godine. Pored zgrade Magistrata nalazila se kuća trgovca i prvog gradskog suca Ferdinanda Daniela Vesentina (1690. – 1693.), koja je nakon nekoliko prodaja dana u zakup gradu i spojena sa zgradom Gradskog magistrata.
1715. na središnjem dijelu Trga Sv. Trojstva podignuta je zgrada Glavne straže. Kasnije je uklonjena, da bi 1729. na sjeverozapadnom dijelu trga bila podignuta nova zgrada sa stanom za zapovjednika Glavne straže na prvom katu. Masivnost zgrade te promatračnice s kupolom maursko-venecijanskog oblika, govore o njezinoj vojnoj namjeni. Podizanjem zgrade vojnog zapovjedništva, Glavne straže, i zavjetnog kipa Sv. Trojstva, Trg Sv. Trojstva dobio je svoj konačni izgled.
Po nalogu princa Eugena Savojskog od 1724. do 1726. na sjevernoj je strani trga podignuta zgrada vojnog zapovjedništva (Generalatshaus), kasnije vojarne (Generalatskasserne) izgrađene u sintezi renesanse i baroka. Pročelje je zgrade renesansno, osim portala koji je tipično barokni, s dvostrukim stupovima u dovratnicima iznad kojih je valovito riješen balkon. 1765. dograđen je drugi kat.
U ovoj je zgradi bilo sjedište Slavonske general-komande od 1735. do 1786., te Slavonske zemaljske vlade od 1736. do 1745. Istočno krilo prvobitno je bilo topnička vojarna koja je daljnjim pregradnjama uklopljena u zgradu vojnog zapovjedništva.
U zgradi Generalata odsjedao je i austrijski car i hrvatsko-ugarski kralj Josip II. prigodom svojih posjeta Osijeku. U zgradi je djelovalo i kazalište na njemačkom jeziku, najstarije u Osijeku. Prema dokumentu o posudbi namještaja iz 1750. potvrđeno je da je postojalo kao stalno glumište. Nalazilo se na prvom katu sjevernog krila Glavne komande. U početku se sjedilo za običnim stolovima, a nakon podizanja drugog kata 1765., dobilo je izgled pravog kazališta koje se sastojalo od pozornice, gledališta s ložama i galerije. Predstave su počinjale u 18 sati zbog zatvaranja vrata tvrđe. U istoj je zgradi bilo i sjedište društva Ressource, osnovanog 1857. Tvrđavski časnici i građani organizirali su javne balove, igre i zabave sve do 1918.
Od 1877. u zgradi se nalazio dio postave današnjeg Muzeja Slavonije. U 20. stoljeću balkonska ograda dobiva secesijske karakteristike.
Na južnoj strani trga nalazio se u 18. stoljeću niz građanskih kuća. U Kuhačevoj ulici br. 11 bila je kuća ravnatelja Slavonske komorske inspekcije baruna Alexandra Johanna von Kallanecka. Kuću je oporučno ostavio ocima franjevcima koji su je zbog potreba gradnje svog novog samostana zamijenili s vojskom za staru kuću generalata u blizini samostana. Zbog svog položaja na glavnom trgu kuća je bila idealna za stan zapovjednika mjesta.
Na današnjem br. 13, početkom 18. stoljeća, podignuta je kuća baruna Pejačevića, koja je kasnije došla u posjed građana. Tako u 20. stoljeću vlasnikom postaje mesar Mirko Kolčić koji je uklonio rozetu s plemićkim grbom nad kolnim ulazom i dao uklesati svoje inicijale.
Sljedeća kuća u nizu (Kuhačeva 15) bila je krajem 17. stoljeća u vlasništvu ljekarnika Franza Ludwiga Poccornyja. Tijekom 18. stoljeća izmjenjivali su se kao vlasnici građanski i vojni ljekarnici, zbog čega se pretpostavlja da je baš tu bila najstarija osječka građanska ljekarna. 1895.; u zapadnom dijelu kuće u kojoj je rođen, podignuta je spomen-ploča violinistu Franji Krežmi. Na uglu prema Markovićevoj ulici br. 2 nalazila se kuća trgovca Mihaela Pejačevića sa zanimljivim baroknim detaljem, kipom Sv. Margarete.
Na sjeveroistočnoj strani Trga Sv. Trojstva od početka 18. stoljeća nalazile su se zgrade skladišta i solarski ured te se taj dio nazivao Solarskim trgom. Na tom je dijelu biskupija bosansko-đakovačka i srijemska imala svoje zemljište. 1879. Gradsko poglavarstvo se obratilo biskupu Josipu Jurju Strossmayeru sa zamolbom da ga ustupi gradu za izgradnju klasične Velike gimnazije. Biskup Strossmayer potvrdno je odgovorio, ali je pritom postavio uvjete:
1. da Slavonija i kraljevski grad Osijek ustupi prostor biskupiji za sjemenište,
2. da se u Osijeku podigne Viša djevojačka učionica,
3. da se nova gimnazijska zgrada lijepo i ukusno sazida i da bude na ures gradu i mladeži.

Na temelju dobivenog biskupovog i kasnije vladarskog dopuštenja, 1880. započela je izgradnja nove zgrade Velike gimnazije, koja je završena 1883. Nacrt je izradio arhitekt Hermann Bollé u klasicističkom stilu. Danas tu djeluje Ekonomska škola.
Biskup Strossmayer zaslužan je za podizanje još jedne važne školske ustanove. Kupovinom dviju kuća sa zapadne strane Trga Sv. Trojstva 1898. tu je započela izgradnja Biskupskog đačkog konvikta (sjemeništa) koja je već sljedeće godine počela s radom. Danas se tu nalazi Glazbena škola "Franjo Kuhač".

### Trg Jurja Križanića
Nekadašnjom Patkinom ulicom (Ulica Josipa Bösendorfera) povezana su dva glavna tvrđavska trga – Trg Sv. Trojstva i Trg Jurja Križanića koji je tijekom vremena mijenjao svoja imena (Crkveni, Jezuitski), a od 1946. nosi ime svećenika Jurja Križanića.
Trg ima trokutasti oblik, a njime dominira župna crkva sv. Mihaela, podignuta između 1725. i 1748. na mjestu porušene Kasim-pašine džamije. Tlocrtno rješenje daje jednobrodnu građevinu s dva tornja u pročelju. Pročelje crkve podijeljeno je u pet ploha, tj. dva tornja i trodijelni zabat, karakterističan za barok (Fenstergiebel). Zanimljiv detalj na crkvi predstavljaju dva tornja s kubetima nalik na lukovu glavicu (Zwiebeldach).
Pored crkve sv. Mihaela nalazi se i nešto ranije podignut Isusovački samostan, u kojem je neko vrijeme u 18. stoljeću, dok su na njoj isusovci predavali kao profesori, djelovala i Klasična gimnazija. Ukidanjem isusovačkog reda 1773. samostan je pretvoren u vojarnu.

### Ulice starog grada
Unutrašnjim prostorom dominiraju dvije najvažnije prometnice: Cardo (Franjevačka ulica), koja je vezala tvrđavske objekte s vojnim skladištima, i Decumanus (Ulica Franje Kuhača) koja je kao glavna magistrala povezivala istočni i zapadni dio tvrđave.
Nekadašnjom Gimnazijskom ulicom (dio Ulice Ruđera Boškovića) i Ulicom Matije Petra Katančića ranije Provianskom (Opskrbničkom), može se doći do Trga Vatroslava Lisinskog. Tu se nekada nalazilo tvrđavsko šetalište (Promenade), a zbog blizine franjevačke crkve Sv. Križa taj se prostor nazivao i Franjevačkim trgom. Na trgu je polovinom 18. stoljeća izgrađena Opskrbnička vojarna (Proviant-Kasserne) i vojno skladište za brašno.
Iz Tvrđe se moglo izaći Tokarskom ulicom (Ulica Vjekoslava Klaića) i Vojničkom ulicom (Ulica Tadije Smičiklasa).
Ulica u kojoj se nalazi ova zgrada krajem 19. stoljeća dobiva ime Poštanska. Nakon 2. svjetskog rata nazvana je Ulicom Franje Markovića, književnika, estetičara i profesora na osječkoj Klasičnoj gimnaziji. 1918. na br. 8 postavljena je spomen-ploča iz koje se vidi da je u toj kući Franjo Marković spjevao jedno od svojih važnijih djela, ep "Kohan i Vlasta".
Jedna od najvažnijih ulica u tvrđavi bila je Glavna ulica, koja od 1913. nosi ime muzikologa Franje Kuhača. U ulicu se ulazilo kroz Valpovačka vrata koja su srušena 1884. prilikom izgradnje tramvajske pruge. Popločena je u drugoj polovici 19. stoljeća keramitom i asfaltom. U Glavnoj ulici su se zbog njezine važnosti nalazili mnogi vojni objekti, ali i niz građanskih kuća, većinom izgrađenih u barkonom slogu uz poneke historicističke odlike.
1912. Društvo hrvatskih književnika postavio je spomen-ploču iz koje vidimo da je u kući na današnjem br. 14 rođen i živio Franjo Ksaver Kuhač. Stoga kuća pored stilske ima i kulturno-povijesnu vrijednost. Ona je spomenik kulture prve kategorije i ima tretman trajne zaštite.
Dobar primjer građanske kuće u tipičnom baroknom slogu predstavlja kuća trgovca Verkića iz tridesetih godina 18. stoljeća (Kuhačeva 16).
Uglom Kuhačeve ulice i Ulice Danice Pinterović dominira zgrada Vojne bolnice koju danas koristi Prehrambeno-tehnološki fakultet. Isti fakultet koristi zgradu nekadašnje vojne straže i garnizonskog zatvora (Kuhačeva 20). Preko puta, na broju 31 nalazila se nekada najotmjenija osječka gostionica "K bijelom vuku" ("Zum weisen Wolfen"), u kojoj su izvođene i manje kazališne predstave. Susjedna zgrada (Kuhačeva 29) bila je prenoćište za vojne časnike i službenike te vojna ljekarna, a danas se u njoj nalaze Zavod za znanstveni i književni rad HAZU i Agencija za obnovu osječke Tvrđe.
Prema Ulici Danice Pinterović (Kuhačeva 27) početkom 18. stoljeća bila je gostionica "Fortuna" ("Sreća"). Kad je 1734. preminuo njezin vlasnik Georg Roth, kuću je kupio susjed Leopold Übel, po zanimanju pekar. Kasnije je pripala osječkoj donjogradskoj pivarskoj obitelji Raith koja je oko 1890. čitavu zgradu dala u zakup gradskoj općini. Ona ju je preuredila u razne urede (Porezni, Građevinski, Stambeni i sl.). Do 1936. u prizemlju se nalazio Gradski muzej, a od 1947. i osječka ispostava zagrebačkog Državnog arhiva. Danas je sjedište Konzervatorskog odjela Ministarstva kulture Republike Hrvatske (Državne uprave za zaštitu spomenika kulture).
Istočna strana Kuhačeve ulice do Fakultetske ulice između dva rata zvala se Lisinskijeva. Zgrada Gradske uprave Osijek, Kuhačeva 9, izgrađena je u drugoj polovici 18. stoljeća za komandu garnizona, tj. zapovjedništvo tvrđavske posade. Na uglu prema Ulici Ruđera Boškovića nalazio se Inženjerski ured, te je u 19. stoljeću poznata i kao Inženjerska (Inžinirska) i Mjernička.
Na jugoistočnom križanju Franjevačke i Kuhačeve ulice br. 5 nalazi se jednokatna uglovnica, poznatija kao gostionica "Zlatno sunce". Povijest kuće može se rekonstruirati po arhivskoj dokumentaciji. 1752. vlasnikom je postao Franjo Fritz, kovački majstor, a Franjo Ksaver Walter kupio ju je od njega 1765. za 700 forinti. On je staru južnu kuću srušio i izgradio katnicu na uglu, najvjerojatnije 1766., a 1774. ju je prodao graditelju Ivanu Schmidtu.
U staroj kući koju je Walter srušio nalazila se spomenuta gostionica. Zbog dobrog mjesta (križanje tvrđavskog carda i decumanusa i tradicije stare gostionice), Walter je prizemlje nove kuće namijenio za gostionicu istog imena. Uglovnicu je dao izgraditi u duhu kasnobaroknog tvrđavskog graditeljstva (u prizemlju poslovni, a na katu stambeni prostor). Kuća je tijekom 19. stoljeća više puta mijenjala vlasnike, a početkom 20. stoljeća vlasnik je bio pekar Eugen Faith.                  
Na sjevernoj strani u kući na današnjem br. 4 nalazila se već u 18. stoljeću tvrđavska građanska ljekarna. Do preseljenja u Gornji grad tu se u 20. stoljeću nalazila ljekarna Bulart. U zgradi do nje bila je još jedna tvrđavska gostionica, "K topu". Ulica Danice Pinterović krajem 19. stoljeća zvala se Staklarska, a zatim Obrtnička, jer se na početku te ulice nalazio Obrtni zbor (Ulice Danice Pinterović 1). Na istom je mjestu bila i gostionica "Kod ruže".
U južnom dijelu tvrđave početkom 18. stoljeća nastala je ulica K trima potkovama, nazvana po istoimenoj gostionici. Na njezinom zapadnom dijelu, pored Valpovačkih vrata, protezao se Vojnički trg s postajom vojne diližanse. U drugoj polovici 19. stoljeća ulica se dijelila na Mesnički (zapadni dio) i Kovački sokak (istočni dio).
Ulica je kasnije poznata pod imenom Vojarnička, jer su se na njezinoj južnoj strani nalazile tri vojarne: Neuthor-vojarna (danas Državni arhiv u Osijeku), Cavallerie-vojarna (danas su tu stambeno-poslovne zgrade) i Donatti-vojarna (danas II. gimnazija Osijek). 
Zgrada Državnog arhiva u Osijeku prvobitno je služila kao vojarna (Neuthor-Kasserne), izgrađena 1714. Od 1971. tu je sjedište Historijskog arhiva u Osijeku.
Nije poznata godina podizanja ove vojarne, a najstariji do danas poznati plan tvrđave na kojem je zgrada ucrtana vezuje se za 1786. Od 1992. u njoj je II. gimnazija Osijek. Zgrada Konjaničke vojarne (Cavallerie-Kasserne) podignuta je 1722. U prizemlju su bile vojničke staje, a na katu tvrđavsko zapovjedništvo, te carski i kraljevski vojni sud. Zapadnije se nalazio stan zapovjednika brigade izgrađen 1779.
Na sjevernoj strani nekadašnje Beckersove ulice (Ulice Kamila Firingera), nazvane tako po barunu i generalu Johannu Stephanu von Beckersu, graditelju osječke tvrđave, nalazile su se većinom stambene zgrade. Posebna je zanimljivost ove ulice u tome što je u devet građanskih kuća bilo čak sedam gostionica vrlo živopisnih naziva: "Crni medvjed", "Plavi šaran", "Zlatni lav", "Smeđi konjić", "Zeleni križ", "Zlatno sidro" i "Tri potkove".
Zgrada u kojoj je bila gostionica "Crni medvjed" nalazila se na današnjem broju 18, a u blizini je bila i znamenita gostionica "Plavi šaran" u kojoj je odsjedao i prijestolonasljednik Josip II. kada je dolazio u Osijek.
Pored "Crnog medvjeda" nalazila se zgrada Crtačke škole čiji je dio i do danas očuvan. Počeci Crtačke škole u Osijeku vezuju se za 1787. kada se i u Osijeku pojavila potreba za školovanjem obrtničkog pomlatka. Škola je prvobitno bila u gradskoj vijećnici, a od 1800. ponovo je pokrenuta u današnjoj Firingerovoj ulici. Prvi učitelj bio je Antun Müntzberger. Crtačka škola djelovala je na tome mjestu do 1872. i cijelo se vrijeme suočavala s nedostatkom prostora, opreme i materijalnih sredstava.
Jedan dio zgrade Crtačke škole bio je srušen te je na tom mjestu od 1887. do 1890. podignuta nova zgrada Kraljevske velike realke. Realka je prvo djelovala kao mala trorazredna škola, da bi do kraja 19. stoljeća bila proširena na osam razreda. Nakon 1918. radila je pod imenom Muška realna gimnazija. Od 1919. do 1921. polazio ju je Vladimir Prelog, dobitnik Nobelove nagrade za kemiju. Od 1992. škola je poznata pod imenom III. gimnazija Osijek.
Najstariji naziv Ulice Kamila Firingera (K trima potkovama) vezuje se uz kuću na današnjem uglu Firingerove i Franjevačke ulice (Firingerova 6 i Franjevačka 1), koja je u arhivskoj građi poznata kao kuća Leibinger. Najstariji zabilježen spomen gostionice Tri potkove koja se nalazila u ovoj kući datira iz 1747. Vlasnik je bio kovački majstor, pa otuda ime gostionice. U njoj je krajem 18. stoljeća smještena i jedna od prvih masonskih loža u Osijeku.
Od Novih vrata (južnog ulaza u tvrđavu) pa sve do tvrđavskog šetališta protezala se Novogradska ulica, od kraja 19. stoljeća poznata kao Kohlhofferova. Johann Kohlhoffer bio je krajem 18. stoljeća poznati osječki građanin, gostioničar i vlasnik kuće u današnjoj Franjevačkoj ulici br. 3. To je prvobitno bila kuća zidara Jakova Neuperta. U prizemlju se nalazila vrlo popularna osječka gostionica "K zlatnom volu", a na katu je bio stambeni prostor. Gostionica je bila veoma posjećena jer se nalazila na atraktivnom mjestu uz glavnu prometnicu (Franjevačka ulica) i blizu glavnog ulaza u tvrđavu (Nova vrata). Zato se dio ulice od današnje Kuhačeve do Firingerove nazivao i Volovska ulica.
Idući sjevernije, Kohlhofferovu ulicu presijeca nekadašnja Patkina, nazvana tako po istoimenoj gostionici. U 20. stoljeću nosi ime Mate Grškovića, profesora i ravnatelja Klasične gimnazije i Više djevojačke škole. Kohlhofferova je ulica poznata po brojnim kućama u baroknom stilu, od kojih se posebno ističe Plemićeva kuća (Franjevačka 5). To je jedna od najstarijih kuća baroknog stila iz 18. stoljeća. O njezinim se vlasnicima do početka 20. stoljeća malo zna. 1917. kupila ju je Marija, udovica kipara Vatroslava Doneganija. Po njihovoj kćeri, Zlati, udovi Plemić, kuća je dobila ime.
Nedaleko se nalazi i kuća koja se smatra najstarijom građanskom kućom u Tvrđi. S kraja je 17. ili početka 18. stoljeća, a podigao ju je tesar Zaharias Friedrich.
Kohlhofferova se ulica danas naziva Franjevačkom. Dolazak franjevaca u Osijek vezujemo uz oslobođenje grada od osmanske vlasti 1687. Na mjesto nekadašnje Sulejman-hanove džamije podignuta je crkva Sv. Križa posvećena 1732. Istočno i zapadno od crkve nalazi se samostan, građen od kraja 17. do polovice 18. stoljeća. "Novi" samostan istočno od crkve građen je od 1731. do 1733., nakon što su franjevci od Ratne komore dobili zemljište starog generalata (južno od Klanca do Bösendorferove ulice). Taj je dio povezan s ostatkom samostanskog kompleksa kada je podignut luk preko Klanca. Kao i ostali crkveni redovi, i franjevci su se našli pod udarom jozefinskih reformi te su carskom odlukom iz 1783., a i zbog vojnih razloga, morali napustiti svoj samostan. Preselili su se u bivši isusovački samostan u kojem su ostali sve do 1938., kada su se ponovo vratili u svoj prostor.
Franjevački kompleks u Tvrđi bio je već u 18. i 19. stoljeću važno žarište kulture i obrazovanja, ne samo za Osijek nego i za cijelu Slavoniju. Od 1779. do 1855. franjevci su bili ravnatelji i profesori na osječkoj Klasičnoj gimnaziji. U 18. stoljeću u samostanu su djelovale dvije visoke škole na fakultetskoj razini (filozofsko učilište i bogoslovna škola). Od 1735. obje su dobile najviši naslov među školama u franjevačkom redu: "Generalni studij I. stupnja u franjevačkom redu". Godišnje je studiralo 15 do 20 studenata koji su zajedno s profesorima stanovali u samostanu. Tu je studirao glasoviti Matija Petar Katančić, a predavao gramatičar Marijan Lanosović.
Već u 18. stoljeću osječki franjevci dosegli su europski standard u crkvenom, filozofskom i teološkom obrazovanju. Odlukom cara Josipa II, 1783., studij je prestao s radom. U starom dijelu samostana prema Akademskoj (danas Fakultetskoj ulici) od 1735. djelovala je prva tiskara u Osijeku. Ona je radila za potrebe franjevačke provincije Bosne Srebrene, samostana i učilišta, ali i za potrebe gradske općine. Zbog slabe opremljenosti i malih prihoda tiskare osječka komorska općina objavila je 1775. godine natječaj, temeljem kojega ju je otkupio Ivan Martin Divald.
Prolazeći ispod svodova dolazimo do Fakultetske ulice. Na prijelazu iz 19. u 20. stoljeće nazivala se Kasarničkom i Topničkom ulicom što ukazuje na koncentraciju vojnih objekata. U vremenu nakon 2. svjetskog rata nosila je ime skladatelja Ivana pl. Zajca, da bi 1990. postala Fakultetskom, po najstarijem fakultetu u Osijeku u sklopu franjevačkog samostana.
Od vojnih objekata u Fakultetskoj ulici posebno se isticala Donja oružana. Nalazila se na uglu prema ulici koja je dobila ime po jezikoslovcu i slavistu Vatroslavu Jagiću. Upravo zbog oružane koja se u njoj nalazila, ulica se zvala i Oružanska. Najraniji naziv ove ulice opet vezujemo uz jednu gostionicu, Kod kugle.

### Stara pošta
Najstarija pošta u Osijeku nalazila se u Tvrđi. U današnjoj Kuhačevoj ulici br. 31 bila je zgrada pošte i ravnateljev stan. Redovan poštanski promet uspostavljen je u Osijeku već 1692., a prvi ravnatelj pošte bio je Johann Gaspar Hann. Na uglu današnje Kuhačeve i Markovićeve ulice br. 2 nalazi se kuća koju je 1774. kupila Fortifikacijska uprava, podigla je na kat i u nju smjestila poštanski ured. 1849. tu je sjedište Poštanskog i brzojavnog ureda koji je počeo raditi kao treći takav ured u Hrvatskoj.

### Sirotište
Johann Kohlhoffer bio je jedan od trojice osječkih građana koji su ustanovili zakladu za gradnju sirotišta u Osijeku. Naime, sredinom 1782. Johann Kohlhoffer, potresen smrću svoje mlade kćerke jedinice, odlučuje cijelu svoju pokretnu i nepokretnu imovinu ostaviti gradu Osijeku za gradnju sirotišta. Iste je godine donjogradski kožar Josef Huttler sastavio sličnu oporuku. Isusovac Cristian Monsperger imao je glavnu inicijativu u stvaranju zaklade. Kraljevska ugarska komora povukla je zakladu u Budim dajući je na posudbu mađarskim velikašima. Mnogi su se građani zauzimali za njezino vraćanje u Osijek, a posebno biskup Strossmayer. Sirotište je podignuto tek 1869. u Gornjem gradu, a 1874. sredstvima zaklade podignuta je Zemaljska bolnica u Donjem gradu.

### Rušenje zidina Tvrđe
Utvrda je imala četvora vrata: Nova (južna), Vodena (sjeverna), Carska (istočna) i Valpovačka (zapadna). Od četiri ulaza u tvrđavu do danas je ostao samo jedan - sjeverni, Vodena vrata. U vratima se nalazi spomen-ploča graditelju osječke tvrđave generalu Johannu Stephanu von Beckersu. Vjeruje se da je njegovo tijelo zazidano s vanjske strane bedema.
Tijekom vremena vojno se značenje osječke tvrđave smanjivalo, a naročito nakon odluke cara Josipa II. iz 1783. kojom se vrhovno zapovjedništvo vojske za Slavoniju i Srijem preselilo u Petrovaradin.
Zbog brzog razvoja ratne tehnike i skupog održavanja postojećih vojnih objekata, krajem 19. i početkom 20. stoljeća tvrđava je postala neprikladna za vojsku. Osim toga, osječka javnost i gradska uprava zahtijevali su rušenje tvrđavskih zidina jer su one ometale gospodarski razvoj Tvrđe i prometno povezivanje Gornjeg i Donjeg grada. Rušenje tvrđavskih zidina započelo je 1923. i trajalo do 1926. Tako su do danas ostali očuvani samo dijelovi 1. (Karlovog) i 8. (Eugenijevog) bastiona s vodotornjem.
Iako je znatan dio tvrđave do danas nestao, grad Osijek može se pohvaliti činjenicom da je jedan od malobrojnih gradova u Hrvatskoj koji ima na svom prostoru skladno povezanu baroknu urbanu jezgru i vojnu utvrdu.
Po svojim stilskim, graditeljskim i povijesnim značajkama osječka Tvrđa predstavlja spomenik svjetske baštine nulte kategorije kojega je nužno i potrebno zaštititi.

## Gradska četvrt Tvrđa
Tvrđa je osječka gradska četvrt. Ima 10.277 stanovnika.
Dan četvrti je 29. rujna, dan svetog Mihovila.
Gradska četvrt graniči:
- s istoka: Ulica kralja Petra Svačića od rijeke Drave do željezničke pruge Osijek-Dalj,
- sa zapada: Ulica Kardinala Alozija Stepinca od željezničke pruge Osijek-Dalj do rijeke Drave,
- sa sjevera: rijeka Drava od Ulice Kardinala Alozija Stepinca do Ulice Kralja Petra Svačića,
- s juga: željeznička pruga Osijek-Dalj od Ulice Kardinala Alozija Stepinca do Ulice Kralja Petra Svačića.[2]

Osim istoimenog grada-tvrđave, gradska četvrt se sastoji od: urbanog dijela Osijeka, koji se proteže od Ulice kardinala Alojzija Stepinca do Ulice kneza Trpimira, Vijenca Ivana Meštrovića i Drvljanika.
Unutar gradske četvrti se nalaze: grad-tvrđava Tvrđa, poštanska palača, Dom zdravlja, Eurodom, Srednjoškolsko igralište, tvornica OLT, tramvajska remiza, pješački most, cestovni most dr. Franje Tuđmana i pet osječkih parkova.

## Vanjske poveznice
- Osijek, Tvrđa Hrvatska tehnička enciklopedija, portal hrvatske tehničke baštine. LZMK